# Armistice Salasco
L'armistice Salasco est signé le 9 août 1848 à Vigevano entre le général piémontais Carlo Canera di Salasco et le général autrichien Heinrich von Hess. Il met fin à la première phase de la première guerre d'indépendance. 
L'empire d'Autriche retrouve ses frontières établies en 1815 par le congrès de Vienne et rétablit les souverains des duchés de Parme et de Modène.

## Le contexte
La première guerre d'indépendance italienne débute quelques jours après la conclusion des cinq journées de Milan, du 18 au 22 mars 1848, lorsque le roi de Sardaigne Charles-Albert déclare la guerre à l'Autriche et traverse avec ses troupes le Tessin. Avec une certaine lenteur, il poursuit le feld-maréchal Radetzky et le rejoint au-delà du Mincio. 
Charles-Albert bat Radetzky une première fois à Pastrengo le 30 avril, puis à Santa Lucia, le 6 mai. Charles-Albert ne sait profiter du succès obtenu. Il repousse une contre-offensive autrichienne partie de Mantoue le 29 mai aidé par l'héroïque résistance des volontaires toscans à Curtatone et Montanara et le 30 mai à Goito, le même jour, la forteresse autrichienne de Peschiera se rend. 
Aucun des succès obtenus n'est décisif et de plus la position stratégique de Radetzky s'est renforcée avec l'arrivée d'un corps d'armée qui a été constitué par Laval Nugent sur l'Isonzo et d'autres renforts du Tyrol. Cela lui permet de reconquérir Vicence, le 10 juin et de reprendre l'offensive, en battant l'armée sarde le 23-25 juillet dans une série de combats passée à l'histoire comme la première bataille de Custoza. 
De là, commence une retraite rapide et ordonnée vers l'Adda et Milan où se déroule le 4 août la bataille de Milan au terme de laquelle Charles-Albert demande un armistice.

## Les faits de Milan

### La demande d'armistice

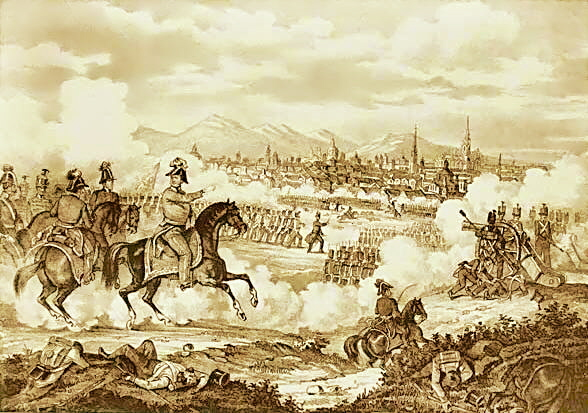
La prise de Milan (5-6 août 1848)

Le 4 août à 21 heures, une ambassade sarde composée des généraux Fabrizio Lazzari, aide de camp du roi, Giuseppe Rossi, général d'artillerie, d'Alexandre Talleyrand-Périgord (duc de Dino), attaché à l'état-major, des consuls français et britannique à Milan passe la porte romaine. À proximité de la petite église de Nosedo, la délégation essuie des coups de feu tirés par des soldats autrichiens stationnés dans une maison voisine, les délégués s'en sortent indemnes.
La rencontre a lieu dans une ferme de San Donato Milanese où Radetzky a établi son quartier général. Il se présente le lendemain matin à 6 heures avec l'offre de quitter la ville et le retour dans les frontières antérieures; conditions à accepter avant 16 heures.

### Le soulèvement des Milanais
Aux premières heures de la matinée, Les troupes sardes présentent dans la ville donnent des signes de désengagement. Vers huit heures, le conseil municipal est convoqué Palazzo Greppi (actuelle Via Manzoni) et est informé par le roi de la décision de renoncer à la défense de la ville.
Sous les fenêtres du palais, une grande foule se rassemble qui proteste d'avoir été trahie, les carabiniers ont beaucoup de difficulté à contenir la foule. Cesare Cantù propose à Charles-Albert de se présenter au balcon mais il est accueilli par une fusillade et se retire rapidement.
Vers trois heures de l'après-midi, une seconde délégation est formée qui se compose de Giuseppe Rossi, du podestat de Milan Paolo Bassi, de l'archevêque Romilli et de trois assesseurs. Toujours dans la ferme de San Donato Milanese, ils obtiennent un renvoi jusqu'à vingt heures et surtout que le saccage serait épargné à la ville de Milan. À leur retour au palais Greppi, Charles-Albert accepte enfin la ratification de l'armistice signée cependant par Salasco, son aide de camp général et chef d'état major général depuis 1838.

### Les autorités de Milan acceptent les conditions de Radetzky

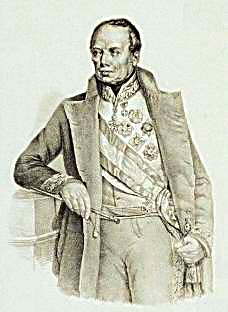
Le feld-maréchal Radetzky

Les autorités municipales ont donc obtenu des garanties et décident d'intervenir auprès de la foule pour la convaincre. Le podestat Bassi se présente au balcon et est reçu par une salve, interviennent alors les deux seuls membres présents de l'assemblée lombarde (Consulta Lombarda), le comte Pompeo Litta Visconti Arese et l'abbé Luigi Anelli, avec Cesare Cantù. Ils font imprimer un communiqué dans lequel sont soulignées les clauses de l'armistice qui préoccupent particulièrement la population.
CONVENTION
 
La Congrégation Municipale de la ville de Milan fait connaitre la Convention stipulée entre S.M. Sarde et S.E. le maréchal Radetzky. 
1. La ville sera épargnée.
 
2. S.E. le maréchal, concernant les faits antérieurs et pour ce qui dépend de lui, promet d'agir avec équité.

3. Le mouvement des armées sardes se fera en deux jours comme il est convenu avec les généraux sardes
 
4. S.E. accorde à tous ceux qui veulent quitter la ville la libre sortie par la route de Magenta jusqu'à demain soir à huit heures.

5. Le maréchal demande l'occupation militaire de la Porte Romaine à huit heures du matin et l'entrée de l'armée et l'occupation de la ville à midi.

6. Le transport des malades et des blessés se fera dans les deux jours.

7. Toutes ces conditions doivent être accepter par S.M. le roi de Sardaigne. 

8. S.E. le maréchal demande la libération de tous les généraux, officiers et employés autrichiens qui se trouvent à Milan.

San Donato le 5 août 1848. 
 

Soussigné Hess, lieutenant maréchal, Quartier-Maitre de l'armée. 

Soussigné Paolo Bassi, Podestat de Milan. 

Soussigné le lieutenant général comte Salasco, Chef de l'état major général. 

Comme on peut en juger, le document contient 4 messages:
- pour ceux qui veulent rester, il existe des garanties de sécurité cependant limitées,
- pour ceux qui veulent partir, les délais sont détaillés avec la garantie de Charles-Albert,
- que l'armistice n'a pas encore reçu l'accord royal mais qu'il est nécessaire pour sauvegarder la ville,
- que seule une vengeance sur les prisonniers autrichiens peut conduire à des sanctions.

### Le retrait des militaires et l'exode des civils
Le tumulte ne cesse pas, aussi Alfonso La Marmora, sans attendre les ordres, rejoint la porte romaine où il rassemble un bataillon de la brigade Piémont et quelques bersaglieris, il les conduit au palais Greppi où ils dispersent la foule.
Charles-Albert peut se retirer au-delà du Tessin avec son armée et un grand nombre d'exilés vénitiens et lombards. La tradition rapporte qu'un tiers de la population s'exila. Le 6 août Les Autrichiens entrent dans Milan par la porte Romaine dans le plus grand silence.
La même chose se produit dans les autres villes lombardes, spécialement celles voisines de la frontière piémontaise ou suisse.

## L'armistice

### La halte à Vigevano
Le 6 août à midi, Charles-Albert et son état-major ont rejoint la ville de Vigevano qui, à l'époque, appartient au royaume de Sardaigne, accueilli par l'évêque Forzani. Le roi, fiévreux et visiblement prostré, est logé à l'évêché et ses hommes au palais Testanera, dans le centre historique.
Après s'être reposé, il reçoit une délégation de la ville de Milan venue présenter leurs excuses pour l'agression au palais Greppi et reconnaissant que l'armistice a été accepté à la seule fin d'éviter la destruction de Milan et de nouveaux massacres.
Il reçoit aussi une délégation des pécheurs de Vigevano qui lui offrent du poisson: ils sont bien accueillis par le roi qui a besoin cependant d'un traducteur, le dialecte vigevanèse est lombard alors que Charles-Albert comprend, outre le français et l'italien, seulement le turinois.

### La signature
Le 8 août Salasco repart pour Milan pour convenir des derniers détails. Le jour suivant, auprès de l'évêché de Vigevano, Salasco et son homologue autrichien, le général Heinrich von Hess signent les actes finaux de l'armistice. Ainsi le jour suivant, le commandement autrichien communique les termes de l'accord par une proclamation imprimée à Milan et en même temps dans les autres villes du royaume lombard-vénitien déjà réoccupées par les Autrichiens: 

CONVENTION D'ARMISTICE

entre l'armée sarde et l'armée autrichienne comme préliminaire des négociations pour un traité de paix. 

Art. 1° - La ligne de démarcation entre les deux armées sera les frontières mêmes des états respectifs. 

Art. 2° - Les forteresses de Peschiera, Rocca d'Anfo et Osoppo seront évacuées par les troupes sardes et alliés et consignées aux troupes de S.M. l'Empereur et Roi; la consignation de chacune de ces places aura lieu trois jours après la notification de la présente convention. Dans les forteresses précédemment mentionnées, tout le matériel en dotation appartenant à l'Autriche, sera rendu. Les troupes qui sortent emmèneront tous leurs matériels, armes, munitions et équipements amener par eux dans ces places et rentreront par étapes régulières et par la voie la plus rapide dans les états de S.M. Sarde. 

Art. 3° - Les États de Modène, de Parme et la ville de Plaisance et leur territoire seront évacués par les troupes de S.M. le roi de Sardaigne trois jours après la notification de la présente. 

Art. 4° - Cette convention comprendra aussi la ville de Venise et le terre ferme vénitienne: les forces militaires sardes de terre et de mer abandonneront la ville, les forts et les ports de cette place pour rentrer dans les états sardes. Les troupes de terre pourront effectuer leur retraite par la terre ferme par de longues étapes le long d'une route à convenir. 

Art. 5° - Les personnes et les propriétés dans les lieux précités sont mis sous la protection du gouvernement impérial. 

Art. 6° - Cet armistice durera six semaines pour permettre les négociations de paix et expiré à ce terme, il sera prolongé d'un commun accord ou dénoncé huit jours avant la reprise des hostilités 

Art. 7° - Seront nommées respectivement des commissions pour l'exécution plus facile et amicale des articles précités.

Du quartier général de Milan 9 août 1848. 

Hess, lieutenant général quartier maitre de l'armée 

Comte Salasco, lieutenant général chef de l'état major général de l'armée sarde 

La ville de Parme a été occupé depuis hier par les II. RR. Troupe, et celle de Plaisance le sera aussi demain à midi.

### Les intentions et les mérites de Charles-Albert

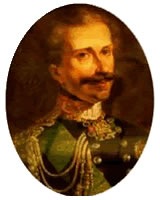
Charles-Albert de Sardaigne

Salasco n'a pas mal négocié et Charles-Albert n'a pas fait une si mauvaise affaire: en échange de la sauvegarde intégrale de l'armée et du retour aux anciennes frontières, il cède quelques villes et des forteresses désormais indéfendables, il ne doit fournir aucune garantie, ni dommage de guerre ce qui va lui permettre de se réorganiser pour reprendre la guerre. Une seconde campagne ne compromettra pas son honneur en raison de l'article 6 qui oblige les partis à la conclusion d'un traité de paix.
Dans les heures tumultueuses du palais Greppi, Charles-Albert et Radetzky présentent l'armistice non pas comme la fin de la guerre mais la nécessaire pause d'un conflit qui doit se poursuivre. Dans une proclamation suivante datée Vigevano 7 août Charles-Albert évoque son opinion publiquement: « Il y a parmi les troupes les Princes, mes fils et je suis prêt à de nouveaux sacrifices, à de nouvelles fatigues et dépenser ma vie pour ma chère terre natale», et encore le 10 août: « Une trêve de six semaines est établie actuellement avec l'ennemi et nous aurons dans l'intervalle les conditions d'une paix honorable, et nous retournerons une autre fois combattre». 
Cela ressemble à de la rhétorique mais la preuve de la sincérité du monarque est que sept mois plus tard le 12 mars 1849, il dénoncera unilatéralement l'armistice immolant une nouvelle fois l'armée sarde lors la défaite de Novare.

### Les fautes de Charles-Albert
La faute principale de Charles-Albert, hormis la mauvaise conduite de guerre, est l'absence de défense de Milan.
L'historien Piero Pieri considère la retraite du Mincio comme une défaite se référant au meilleur général de Charles-Albert, le général Bava qui désire seulement « restituer au pays (royaume de Sardaigne) ses fils et son riche matériel ». Radetzky, face à Milan le 5 août, écrit se sentir en insécurité en plein territoire ennemi et devant une ville qui l'a chassé victorieusement cinq mois auparavant. 
En comparant les cinq jours d'insurrection du 18-22 mars, et celles de la reddition du 4-6 août et des positions évoquées précédemment, la défense de Milan ne semblait pas impossible mais il faut admettre que Charles-Albert ne manquait pas de courage et qu'il pouvait juger de l'état de son armée mieux que ce qui peut se faire aujourd'hui.

### L'hésitation
Le jour suivant, le 10 août Charles-Albert ratifie l'armistice. Le 11 août il laisse Vigevano pour Turin, prenant congé de l'évêque Forzani.
Le fait que l'armistice soit associé à son nom lui procure beaucoup de frustrations et de désillusions associés à la défaite, le 24 août il est mis en disponibilité et le 4 décembre au repos. Il ne prend aucune décision dans la résolution de la dyarchie militaire entre le très bon Bava et le moins brillant de Sonnaz qui a tellement pesé sur la conduite de la campagne. Mais il y a lieu de suspecter qu'en fidèle serviteur de son roi, il a accepté de couvrir son roi assumant des erreurs qui ne sont pas de son fait.

## Les conséquences de l'armistice

### L'exode des volontaires
Garibaldi, à la tête d'un millier d'hommes tente une action de guérilla dans la partie occidentale de ce qui constitue alors la province de Côme: le 6 août Garibaldi est aux portes de Côme où il envoie une missive aux « Seigneurs du comité ou à quelque autre autorité de Côme » pour demander le ravitaillement de sa colonne. Le podestat Tomaso Perti, qui s'est distingué pendant l'insurrection des 18 au 22 mars, donne des vivres et de l'argent mais fait valoir l'impossibilité de défendre Côme, prie le général de s'éloigner de la ville par crainte des représailles. Garibaldi comprend que la ville ne peut se défendre et se déplace pour Olgiate Comasco vers le lac Majeur, à Sesto Calende, où se produit le combat de Morazzone du 26 août suivi d'un repli chanceux sur la Suisse.
Les volontaires passent la frontière à Maslianico (entre Côme et Cernobbio). Les postes frontières suisses entre le canton des Grisons et le canton du Tessin sont encombrés de fusils, révolvers, sabres et jusqu'à des canons laissés par 20 000 Italiens, même Mazzini dépose son arme.

### La poursuite de la résistance à Venise
Toutes les villes du royaume lombard-vénitien sont réoccupées par les Autrichiens. Les forteresses de Peschiera et Rocca d'Anfo sont restituées, deux villes-forteresses font exceptions : la petite Osoppo et la grande Venise.  

La ville fortifiée d'Osoppo, défendue par les soldats italiens déserteurs de l'armée autrichienne, par une garde nationale d'Osoppo improvisée et une partie de la garnison d'Udine après la capitulation de la ville, est assiégée depuis le 26 avril 1848. Informée de l'armistice, elle refuse de capituler et est prise d'assaut la nuit du 8 au 9 octobre avant d'être saccagée et incendiée. Le 12 octobre le fort se rend: la garnison sort sous les honneurs et reparait à  Venise assiégée.  

Lorsque la nouvelle de l'armistice arrive à Venise, le 11 août, pratiquement le lendemain du plébiscite qui avalise l'annexion de la Vénétie au royaume de Sardaigne. Le climat en ville est très tendu et de nombreux volontaires arrivent de toute l'Italie, beaucoup de combattants de la défaite de Vicence, la plus grande partie démocrate ou mazzinien. 
Venise retourne à une forme républicaine jusqu'au 24 août 1849.

### Une trêve provisoire
La première phase "modérée" a ainsi pris fin, Charles-Albert se prépare à reprendre la guerre, son prestige militaire est fortement affaibli. Au parlement, les tendances radicales ont pris de la vigueur et l'année suivante, on assiste, à la non moins courageuse, initiative "démocratique".